# 伊勢市
伊勢市（いせし）は、三重県南東部（南勢・伊勢志摩地域）にある市。日本でも有数の観光地の一つで伊勢志摩地域の拠点都市である。

## 概要
伊勢神宮（内宮・外宮）の鳥居前町として発達した都市で「神都」の異名を持つ。2005年まで存続した旧伊勢市はかつて宇治山田市を名乗っていた。「宇治」と「山田」の合成地名であり、宇治とは伊勢神宮内宮の鳥居前町、山田とは伊勢市駅・宇治山田駅周辺を含む伊勢神宮外宮の鳥居前町を指す。
江戸時代には「お伊勢まいり」の街として全国から多くの人が訪れ、現在も伊勢志摩の中心都市となっている。伊勢神宮では20年に一度社殿を建て替え神座を移す「神宮式年遷宮」が催行され、街に活気をもたらすことから「伊勢の町は遷宮のたびに新しくなる。20年ごとに活性化する」と言われている。直近の式年遷宮は2013年開催された。
1906年（明治39年）までは度会郡に属しており、一部に旧多気郡域を含む。明治維新直後の慶応4年7月6日から明治2年7月17日まで度会府の府庁が置かれた。廃藩置県により度会府は度会県となり、三重県に編入される1876年（明治9年）4月18日まで県庁所在地であった。

## 地理

伊勢市中心部周辺の空中写真。2020年（令和2年）9月21日撮影の40枚を合成作成。。

志摩半島の北東部に位置する。市の北部は平地（伊勢平野の南端）であり、伊勢湾に面している。南部は標高100m - 500mの丘陵・山地が広がる。
中心市街地は伊勢神宮 外宮（豊受大神宮）の周辺に形成されている。市街地を外れた森の中に、伊勢神宮 内宮（皇大神宮）が位置する。
2005年（平成17年）まで存続した旧伊勢市の名称に変更する以前は宇治山田市の名称としており、内宮周辺が宇治、外宮周辺が山田に当たる。

### 地形
- 川：宮川、五十鈴川、勢田川
- 山：朝熊ヶ岳、高倉山、鼓ヶ岳、前山、神岳、虎尾山（高台）、倉田山、鷲嶺、京路山

### 気候
| 小俣（1991年 - 2020年）の気候      | 小俣（1991年 - 2020年）の気候 | 小俣（1991年 - 2020年）の気候 | 小俣（1991年 - 2020年）の気候 | 小俣（1991年 - 2020年）の気候 | 小俣（1991年 - 2020年）の気候 | 小俣（1991年 - 2020年）の気候 | 小俣（1991年 - 2020年）の気候 | 小俣（1991年 - 2020年）の気候 | 小俣（1991年 - 2020年）の気候 | 小俣（1991年 - 2020年）の気候 | 小俣（1991年 - 2020年）の気候 | 小俣（1991年 - 2020年）の気候 | 小俣（1991年 - 2020年）の気候 |
| 月                                 | 1月                           | 2月                           | 3月                           | 4月                           | 5月                           | 6月                           | 7月                           | 8月                           | 9月                           | 10月                          | 11月                          | 12月                          | 年                            |
| ---------------------------------- | ----------------------------- | ----------------------------- | ----------------------------- | ----------------------------- | ----------------------------- | ----------------------------- | ----------------------------- | ----------------------------- | ----------------------------- | ----------------------------- | ----------------------------- | ----------------------------- | ----------------------------- |
| 最高気温記録 °C （°F）             | 18.1 (64.6)                   | 21.5 (70.7)                   | 25.3 (77.5)                   | 30.7 (87.3)                   | 33.7 (92.7)                   | 36.5 (97.7)                   | 38.5 (101.3)                  | 38.8 (101.8)                  | 37.8 (100)                    | 32.1 (89.8)                   | 25.6 (78.1)                   | 25.4 (77.7)                   | 38.8 (101.8)                  |
| 平均最高気温 °C （°F）             | 9.5 (49.1)                    | 10.2 (50.4)                   | 13.8 (56.8)                   | 19.4 (66.9)                   | 24.0 (75.2)                   | 26.8 (80.2)                   | 31.0 (87.8)                   | 32.2 (90)                     | 28.3 (82.9)                   | 22.7 (72.9)                   | 17.1 (62.8)                   | 11.9 (53.4)                   | 20.6 (69.1)                   |
| 日平均気温 °C （°F）               | 4.8 (40.6)                    | 5.2 (41.4)                    | 8.5 (47.3)                    | 13.8 (56.8)                   | 18.7 (65.7)                   | 22.2 (72)                     | 26.3 (79.3)                   | 27.2 (81)                     | 23.7 (74.7)                   | 17.9 (64.2)                   | 12.1 (53.8)                   | 7.0 (44.6)                    | 15.6 (60.1)                   |
| 平均最低気温 °C （°F）             | 0.2 (32.4)                    | 0.5 (32.9)                    | 3.3 (37.9)                    | 8.4 (47.1)                    | 13.9 (57)                     | 18.4 (65.1)                   | 22.6 (72.7)                   | 23.4 (74.1)                   | 19.9 (67.8)                   | 13.6 (56.5)                   | 7.2 (45)                      | 2.2 (36)                      | 11.1 (52)                     |
| 最低気温記録 °C （°F）             | −5.7 (21.7)                   | −6.0 (21.2)                   | −3.9 (25)                     | −1.8 (28.8)                   | 4.8 (40.6)                    | 10.0 (50)                     | 15.7 (60.3)                   | 16.0 (60.8)                   | 10.2 (50.4)                   | 3.1 (37.6)                    | −1.7 (28.9)                   | −4.9 (23.2)                   | −6.0 (21.2)                   |
| 降水量 mm （inch）                 | 63.3 (2.492)                  | 68.3 (2.689)                  | 121.3 (4.776)                 | 134.2 (5.283)                 | 188.1 (7.406)                 | 213.7 (8.413)                 | 181.7 (7.154)                 | 160.2 (6.307)                 | 319.2 (12.567)                | 258.4 (10.173)                | 95.8 (3.772)                  | 66.6 (2.622)                  | 1,870.8 (73.654)              |
| 平均降水日数 （≥1.0 mm）           | 5.4                           | 5.9                           | 9.6                           | 9.6                           | 10.3                          | 12.6                          | 11.3                          | 8.9                           | 11.3                          | 10.6                          | 6.5                           | 5.6                           | 107.6                         |
| 平均月間日照時間                   | 173.1                         | 163.3                         | 182.2                         | 190.5                         | 191.1                         | 137.3                         | 174.8                         | 208.2                         | 150.1                         | 157.9                         | 159.4                         | 174.7                         | 2,059.8                       |
| 出典1：Japan Meteorological Agency |                               |                               |                               |                               |                               |                               |                               |                               |                               |                               |                               |                               |                               |
| 出典2：気象庁                      |                               |                               |                               |                               |                               |                               |                               |                               |                               |                               |                               |                               |                               |

### 伊勢と宇治山田
宇治山田という地名は、翌年に市制・町村制の施行を控えた1888年（明治21年）に紛糾の末、「宇治山田共ニ往古ヨリ稱スル著名ノ冠名ニ付、兩稱ヲ合セテ宇治山田ト撰定ス」すなわち、「宇治と山田は古来から全国民に親しまれている」という理由から内宮鳥居前町の宇治と外宮鳥居前町の山田の両方の名称を合わせて決定した。名称には神都または伊勢の名称を冠するべき、宇治を外して山田と単称するべきという意見のほか、そもそも市とするか町とするか、宇治と山田は別個に町制を敷くべき、といった議論もあった。1887年（明治20年）時点の人口は26,546人で、市制の標準人口の25,000人は満たしていたが、「宇治山田町」として出発することになった。
その後、1906年（明治39年）9月1日に市制を施行することになったが、また名称をめぐる問題が起きた。結局、この時点では町の名称と同じ宇治山田市の名称とすることで決着したが、これ以降、折に触れて市名問題が発生することになる。具体的には1935年（昭和10年）頃、1941年（昭和16年）の神社町編入時、1943年（昭和18年）の大湊町・浜郷村・宮本村編入時である。1948年（昭和23年）1月には戦災復興都市計画の中で名称変更の是非を問う公聴会が開かれたが、賛成3人、反対15人、不明1人で否決された。
大きな流れとなったのは1955年（昭和30年）1月1日の豊浜村・北浜村・四郷村・城田村との合併であり、前年の1954年（昭和29年）11月13日に名称変更公聴会の賛成、11月29日の臨時市議会での議決を経て合併と同時に「伊勢市」に変更された。このようにして市の名称としての宇治山田市は廃したが、現在でも駅の名称・学校の名称・店舗の名称などに残っている。
（例）近鉄宇治山田駅、三重県立宇治山田高等学校、三重県立宇治山田商業高等学校、auショップ宇治山田店、ソフトバンク宇治山田店、宇治山田港
また、宇治山田神社という伊勢神宮皇大神宮（内宮）の摂社がある。ただし、読み方は「うじようだじんじゃ」である。

## 歴史
伊勢神宮の鳥居前町として古代から発展し、江戸時代には江戸幕府が伊勢神宮の管理を目的とする山田奉行所を設置した。山田奉行所は大岡越前として知られる大岡忠相が奉行を務めたことがあり、このころ紀州藩にいた徳川吉宗により、のちに抜擢されることになった。
明治から昭和にかけて参宮鉄道線（現在のJR東海参宮線）・参宮急行電鉄本線（現在の近鉄山田線）・伊勢電気鉄道本線（後の参宮急行電鉄伊勢線。1942年廃止）など鉄道が次々と開通したことにより参詣客が増加した。
国家神道の下で、第二次大戦までは「神都」として国威発揚の場ともなった。伊勢神宮は、江戸時代から「お伊勢さん」として民衆に親しまれ、明治初年には、市内の寺院の数は300以上から15にまで減らされ、1871年には御師が廃止、神域にあった民家も撤去されるなど、古制に帰り、天皇・皇室・国家のための神社としてなお崇敬された。「皇紀2600年」にあたる1940年（昭和15年）には、約800万人が参宮のために当地を訪れた（当時の市の名称は宇治山田市）。大戦末期には、6回の大規模な空襲を繰り返し受けた（宇治山田空襲）。
1946年（昭和21年）11月20日には伊勢志摩国立公園に指定された。

### 沿革
- 1889年（明治22年）4月1日 - 町村制の施行により、度会郡宇治町（宇治館町・宇治今在家町・宇治中ノ切町・宇治浦田町・宇治桜木町・宇治中ノ町・宇治古市町・宇治久世戸町）・山田町（山田倭町・山田尾上町・山田岡本町・山田岩淵町・山田吹上町・山田河崎町・山田船江町・山田一ノ木町・山田豊川町・山田田中中世古町・山田宮後町・山田一志久保町・山田大世古町・山田曽祢町・山田八日市場町・山田下中ノ郷町・山田常磐町・山田浦口町・山田二俣町・山田辻久留町・山田中島町・山田宮川町）の区域をもって宇治山田町が発足。
- 1906年（明治39年）9月1日 - 宇治山田町が市制施行して宇治山田市となる。
- 1941年（昭和16年）5月5日 - 宇治山田市が度会郡神社町を編入。
- 1943年（昭和18年）12月1日 - 宇治山田市が度会郡大湊町・宮本村・浜郷村を編入。
- 1955年（昭和30年）1月1日 - 宇治山田市が度会郡豊浜村・北浜村・城田村・四郷村を編入。宇治山田市の名称を伊勢市に変更する。
- 1955年（昭和30年）4月1日 - 度会郡沼木村を編入。
- 1957年（昭和32年）4月1日 - 度会郡玉城町の一部（大字粟野）を編入。
- 2001年（平成13年）11月1日 - 柏町の一部を多気郡明和町に編入。明和町の一部（大字上野・明星・平尾の各一部）を編入。
- 2005年（平成17年）11月1日 - （旧）伊勢市、度会郡二見町・小俣町・御薗村と合併し、改めて伊勢市が発足。
- 2006年（平成18年）4月1日 - 度会郡玉城町の一部（大字長更の一部）を編入。

| 明治以前            | 明治元年 - 明治22年   | 明治22年 4月1日 町村制施行 | 明治22年 - 大正15年            | 昭和元年 - 昭和29年              | 昭和30年 - 昭和31年                             | 昭和32年 - 昭和64年         | 平成元年 - 現在        | 現在   |
| ------------------- | --------------------- | -------------------------- | ------------------------------ | -------------------------------- | ----------------------------------------------- | --------------------------- | ---------------------- | ------ |
| 宇治町              | 宇治町                | 宇治山田町                 | 明治39年9月1日 市制 宇治山田市 | 宇治山田市                       | 昭和30年1月1日 改称 伊勢市                      | 伊勢市                      | 平成17年11月1日 伊勢市 | 伊勢市 |
| 山田町              | 山田町                | 宇治山田町                 | 明治39年9月1日 市制 宇治山田市 | 宇治山田市                       | 昭和30年1月1日 改称 伊勢市                      | 伊勢市                      | 平成17年11月1日 伊勢市 | 伊勢市 |
| 神社村              | 明治元年 改称 神社港  | 神社町                     | 神社町                         | 昭和16年5月5日 宇治山田市に編入  | 昭和30年1月1日 改称 伊勢市                      | 伊勢市                      | 平成17年11月1日 伊勢市 | 伊勢市 |
| 竹ヶ鼻村            | 竹ヶ鼻村              | 神社町                     | 神社町                         | 昭和16年5月5日 宇治山田市に編入  | 昭和30年1月1日 改称 伊勢市                      | 伊勢市                      | 平成17年11月1日 伊勢市 | 伊勢市 |
| 小木村              | 小木村                | 神社町                     | 神社町                         | 昭和16年5月5日 宇治山田市に編入  | 昭和30年1月1日 改称 伊勢市                      | 伊勢市                      | 平成17年11月1日 伊勢市 | 伊勢市 |
| 下野村              | 下野村                | 神社町                     | 神社町                         | 昭和16年5月5日 宇治山田市に編入  | 昭和30年1月1日 改称 伊勢市                      | 伊勢市                      | 平成17年11月1日 伊勢市 | 伊勢市 |
| 馬瀬村              | 馬瀬村                | 神社町                     | 神社町                         | 昭和16年5月5日 宇治山田市に編入  | 昭和30年1月1日 改称 伊勢市                      | 伊勢市                      | 平成17年11月1日 伊勢市 | 伊勢市 |
| 大湊村              | 大湊村                | 大湊町                     | 大湊町                         | 昭和18年12月1日 宇治山田市に編入 | 昭和30年1月1日 改称 伊勢市                      | 伊勢市                      | 平成17年11月1日 伊勢市 | 伊勢市 |
|                     | 明治9年 起立 勢田村   | 宮本村                     | 宮本村                         | 昭和18年12月1日 宇治山田市に編入 | 昭和30年1月1日 改称 伊勢市                      | 伊勢市                      | 平成17年11月1日 伊勢市 | 伊勢市 |
| 明治2年 起立 旭村   |                       | 宮本村                     | 宮本村                         | 昭和18年12月1日 宇治山田市に編入 | 昭和30年1月1日 改称 伊勢市                      | 伊勢市                      | 平成17年11月1日 伊勢市 | 伊勢市 |
| 明治2年 起立 藤里村 |                       | 宮本村                     | 宮本村                         | 昭和18年12月1日 宇治山田市に編入 | 昭和30年1月1日 改称 伊勢市                      | 伊勢市                      | 平成17年11月1日 伊勢市 | 伊勢市 |
| 明治2年 起立 前山村 |                       | 宮本村                     | 宮本村                         | 昭和18年12月1日 宇治山田市に編入 | 昭和30年1月1日 改称 伊勢市                      | 伊勢市                      | 平成17年11月1日 伊勢市 | 伊勢市 |
| 大倉村              | 大倉村                | 宮本村                     | 宮本村                         | 昭和18年12月1日 宇治山田市に編入 | 昭和30年1月1日 改称 伊勢市                      | 伊勢市                      | 平成17年11月1日 伊勢市 | 伊勢市 |
| 佐八村              | 佐八村                | 宮本村                     | 宮本村                         | 昭和18年12月1日 宇治山田市に編入 | 昭和30年1月1日 改称 伊勢市                      | 伊勢市                      | 平成17年11月1日 伊勢市 | 伊勢市 |
| 津村                | 津村                  | 宮本村                     | 宮本村                         | 昭和18年12月1日 宇治山田市に編入 | 昭和30年1月1日 改称 伊勢市                      | 伊勢市                      | 平成17年11月1日 伊勢市 | 伊勢市 |
| 黒瀬村              | 黒瀬村                | 浜郷村                     | 浜郷村                         | 昭和18年12月1日 宇治山田市に編入 | 昭和30年1月1日 改称 伊勢市                      | 伊勢市                      | 平成17年11月1日 伊勢市 | 伊勢市 |
| 神田村              | 明治初年 神田久志本村 | 浜郷村                     | 浜郷村                         | 昭和18年12月1日 宇治山田市に編入 | 昭和30年1月1日 改称 伊勢市                      | 伊勢市                      | 平成17年11月1日 伊勢市 | 伊勢市 |
| 久志本村            | 明治初年 神田久志本村 | 浜郷村                     | 浜郷村                         | 昭和18年12月1日 宇治山田市に編入 | 昭和30年1月1日 改称 伊勢市                      | 伊勢市                      | 平成17年11月1日 伊勢市 | 伊勢市 |
| 田尻村              | 田尻村                | 浜郷村                     | 浜郷村                         | 昭和18年12月1日 宇治山田市に編入 | 昭和30年1月1日 改称 伊勢市                      | 伊勢市                      | 平成17年11月1日 伊勢市 | 伊勢市 |
| 通村                | 通村                  | 浜郷村                     | 浜郷村                         | 昭和18年12月1日 宇治山田市に編入 | 昭和30年1月1日 改称 伊勢市                      | 伊勢市                      | 平成17年11月1日 伊勢市 | 伊勢市 |
| 一色村              | 一色村                | 浜郷村                     | 浜郷村                         | 昭和18年12月1日 宇治山田市に編入 | 昭和30年1月1日 改称 伊勢市                      | 伊勢市                      | 平成17年11月1日 伊勢市 | 伊勢市 |
| 中村                | 明治初年 改称 北中村  | 四郷村                     | 四郷村                         | 四郷村                           | 昭和30年1月1日 宇治山田市に編入 即日改称 伊勢市 | 伊勢市                      | 平成17年11月1日 伊勢市 | 伊勢市 |
| 楠部村              | 楠部村                | 四郷村                     | 四郷村                         | 四郷村                           | 昭和30年1月1日 宇治山田市に編入 即日改称 伊勢市 | 伊勢市                      | 平成17年11月1日 伊勢市 | 伊勢市 |
| 一宇田村            | 一宇田村              | 四郷村                     | 四郷村                         | 四郷村                           | 昭和30年1月1日 宇治山田市に編入 即日改称 伊勢市 | 伊勢市                      | 平成17年11月1日 伊勢市 | 伊勢市 |
| 朝熊村              | 朝熊村                | 四郷村                     | 四郷村                         | 四郷村                           | 昭和30年1月1日 宇治山田市に編入 即日改称 伊勢市 | 伊勢市                      | 平成17年11月1日 伊勢市 | 伊勢市 |
| 鹿海村              | 鹿海村                | 四郷村                     | 四郷村                         | 四郷村                           | 昭和30年1月1日 宇治山田市に編入 即日改称 伊勢市 | 伊勢市                      | 平成17年11月1日 伊勢市 | 伊勢市 |
| 磯村                | 磯村                  | 豊浜村                     | 豊浜村                         | 豊浜村                           | 昭和30年1月1日 宇治山田市に編入 即日改称 伊勢市 | 伊勢市                      | 平成17年11月1日 伊勢市 | 伊勢市 |
| 野依村              | 野依村                | 豊浜村                     | 豊浜村                         | 豊浜村                           | 昭和30年1月1日 宇治山田市に編入 即日改称 伊勢市 | 伊勢市                      | 平成17年11月1日 伊勢市 | 伊勢市 |
| 樫原村              | 樫原村                | 豊浜村                     | 豊浜村                         | 豊浜村                           | 昭和30年1月1日 宇治山田市に編入 即日改称 伊勢市 | 伊勢市                      | 平成17年11月1日 伊勢市 | 伊勢市 |
| 土路西条村          | 土路西条村            | 豊浜村                     | 豊浜村                         | 豊浜村                           | 昭和30年1月1日 宇治山田市に編入 即日改称 伊勢市 | 伊勢市                      | 平成17年11月1日 伊勢市 | 伊勢市 |
| 植山新開            | 植山新開              | 豊浜村                     | 豊浜村                         | 豊浜村                           | 昭和30年1月1日 宇治山田市に編入 即日改称 伊勢市 | 伊勢市                      | 平成17年11月1日 伊勢市 | 伊勢市 |
| 有滝村              | 有滝村                | 北浜村                     | 北浜村                         | 北浜村                           | 昭和30年1月1日 宇治山田市に編入 即日改称 伊勢市 | 伊勢市                      | 平成17年11月1日 伊勢市 | 伊勢市 |
| 村松村              | 村松村                | 北浜村                     | 北浜村                         | 北浜村                           | 昭和30年1月1日 宇治山田市に編入 即日改称 伊勢市 | 伊勢市                      | 平成17年11月1日 伊勢市 | 伊勢市 |
| 東大淀村            | 東大淀村              | 北浜村                     | 北浜村                         | 北浜村                           | 昭和30年1月1日 宇治山田市に編入 即日改称 伊勢市 | 伊勢市                      | 平成17年11月1日 伊勢市 | 伊勢市 |
| 柏村                | 柏村                  | 北浜村                     | 北浜村                         | 北浜村                           | 昭和30年1月1日 宇治山田市に編入 即日改称 伊勢市 | 伊勢市                      | 平成17年11月1日 伊勢市 | 伊勢市 |
| 野村                | 野村                  | 北浜村                     | 北浜村                         | 北浜村                           | 昭和30年1月1日 宇治山田市に編入 即日改称 伊勢市 | 伊勢市                      | 平成17年11月1日 伊勢市 | 伊勢市 |
| 上地村              | 上地村                | 城田村                     | 城田村                         | 城田村                           | 昭和30年1月1日 宇治山田市に編入 即日改称 伊勢市 | 伊勢市                      | 平成17年11月1日 伊勢市 | 伊勢市 |
| 中須村              | 中須村                | 城田村                     | 城田村                         | 城田村                           | 昭和30年1月1日 宇治山田市に編入 即日改称 伊勢市 | 伊勢市                      | 平成17年11月1日 伊勢市 | 伊勢市 |
| 川端村              | 川端村                | 城田村                     | 城田村                         | 城田村                           | 昭和30年1月1日 宇治山田市に編入 即日改称 伊勢市 | 伊勢市                      | 平成17年11月1日 伊勢市 | 伊勢市 |
| 円座村              | 円座村                | 沼木村                     | 沼木村                         | 沼木村                           | 昭和30年4月1日 伊勢市に編入                     | 伊勢市                      | 平成17年11月1日 伊勢市 | 伊勢市 |
| 神薗村              | 神薗村                | 沼木村                     | 沼木村                         | 沼木村                           | 昭和30年4月1日 伊勢市に編入                     | 伊勢市                      | 平成17年11月1日 伊勢市 | 伊勢市 |
| 上野村              | 上野村                | 沼木村                     | 沼木村                         | 沼木村                           | 昭和30年4月1日 伊勢市に編入                     | 伊勢市                      | 平成17年11月1日 伊勢市 | 伊勢市 |
| 横輪村              | 横輪村                | 沼木村                     | 沼木村                         | 沼木村                           | 昭和30年4月1日 伊勢市に編入                     | 伊勢市                      | 平成17年11月1日 伊勢市 | 伊勢市 |
| 上村                | 上村                  | 沼木村                     | 沼木村                         | 沼木村                           | 昭和30年4月1日 伊勢市に編入                     | 伊勢市                      | 平成17年11月1日 伊勢市 | 伊勢市 |
| 下村                | 下村                  | 沼木村                     | 沼木村                         | 沼木村                           | 昭和30年4月1日 伊勢市に編入                     | 伊勢市                      | 平成17年11月1日 伊勢市 | 伊勢市 |
| 菖蒲村              | 菖蒲村                | 沼木村                     | 沼木村                         | 沼木村                           | 昭和30年4月1日 伊勢市に編入                     | 伊勢市                      | 平成17年11月1日 伊勢市 | 伊勢市 |
| 床ノ木村            | 床ノ木村              | 沼木村                     | 沼木村                         | 沼木村                           | 昭和30年4月1日 伊勢市に編入                     | 伊勢市                      | 平成17年11月1日 伊勢市 | 伊勢市 |
| 粟野村              | 粟野村                | 下外城田村 の一部          | 下外城田村の一部               | 下外城田村の一部                 | 昭和31年9月30日 玉城町に編入                    | 昭和32年4月1日 伊勢市に編入 | 平成17年11月1日 伊勢市 | 伊勢市 |
| 松下村              | 松下村                | 東二見村                   | 明治41年5月1日 二見町          | 二見町                           | 二見町                                          | 二見町                      | 平成17年11月1日 伊勢市 | 伊勢市 |
| 江村                | 江村                  | 東二見村                   | 明治41年5月1日 二見町          | 二見町                           | 二見町                                          | 二見町                      | 平成17年11月1日 伊勢市 | 伊勢市 |
| 三津村              | 三津村                | 東二見村                   | 明治41年5月1日 二見町          | 二見町                           | 二見町                                          | 二見町                      | 平成17年11月1日 伊勢市 | 伊勢市 |
| 山田原村            | 山田原村              | 西二見村                   | 明治41年5月1日 二見町          | 二見町                           | 二見町                                          | 二見町                      | 平成17年11月1日 伊勢市 | 伊勢市 |
| 溝口村              | 溝口村                | 西二見村                   | 明治41年5月1日 二見町          | 二見町                           | 二見町                                          | 二見町                      | 平成17年11月1日 伊勢市 | 伊勢市 |
| 荘村                | 荘村                  | 西二見村                   | 明治41年5月1日 二見町          | 二見町                           | 二見町                                          | 二見町                      | 平成17年11月1日 伊勢市 | 伊勢市 |
| 西村                | 西村                  | 西二見村                   | 明治41年5月1日 二見町          | 二見町                           | 二見町                                          | 二見町                      | 平成17年11月1日 伊勢市 | 伊勢市 |
| 今一色村            | 今一色村              | 西二見村                   | 明治41年5月1日 二見町          | 二見町                           | 二見町                                          | 二見町                      | 平成17年11月1日 伊勢市 | 伊勢市 |
| 高向村              | 高向村                | 御薗村                     | 御薗村                         | 御薗村                           | 御薗村                                          | 御薗村                      | 平成17年11月1日 伊勢市 | 伊勢市 |
| 長屋村              | 長屋村                | 御薗村                     | 御薗村                         | 御薗村                           | 御薗村                                          | 御薗村                      | 平成17年11月1日 伊勢市 | 伊勢市 |
| 新開村              | 新開村                | 御薗村                     | 御薗村                         | 御薗村                           | 御薗村                                          | 御薗村                      | 平成17年11月1日 伊勢市 | 伊勢市 |
| 王中島村            | 王中島村              | 御薗村                     | 御薗村                         | 御薗村                           | 御薗村                                          | 御薗村                      | 平成17年11月1日 伊勢市 | 伊勢市 |
| 上条村              | 上条村                | 御薗村                     | 御薗村                         | 御薗村                           | 御薗村                                          | 御薗村                      | 平成17年11月1日 伊勢市 | 伊勢市 |
| 小林村              | 小林村                | 御薗村                     | 御薗村                         | 御薗村                           | 御薗村                                          | 御薗村                      | 平成17年11月1日 伊勢市 | 伊勢市 |
| 小俣村              | 小俣村                | 小俣村                     | 小俣村                         | 昭和3年11月3日 町制 小俣町       | 小俣町                                          | 小俣町                      | 平成17年11月1日 伊勢市 | 伊勢市 |
| 湯田村              | 湯田村                | 有田村 の一部              | 有田村の一部                   | 有田村の一部                     | 昭和30年4月10日 小俣町に編入                    | 小俣町                      | 平成17年11月1日 伊勢市 | 伊勢市 |
| 新村                | 新村                  | 有田村 の一部              | 有田村の一部                   | 有田村の一部                     | 昭和30年4月10日 小俣町に編入                    | 小俣町                      | 平成17年11月1日 伊勢市 | 伊勢市 |

### 主な事件・事故・災害
- 1974年（昭和49年）1月14日 - 船江2丁目で火災が発生。付近に延焼し36棟が焼失、1人死亡[14]。
- 1974年（昭和49年）7月7日 - 梅雨前線による集中豪雨。市内で1000戸以上が床上浸水、交通機関が停止したため、同日行われていた第10回参議院議員通常選挙に混乱も生じた[15]。
- 1975年（昭和50年）9月15日 - 伊勢神宮内宮境内の風日祈宮に過激派が放火。
- 1983年（昭和58年）1月6日 - 右翼活動家が伊勢市役所に火炎瓶を投げ込む。
- 1998年（平成10年）11月24日 - 市内の出版社「伊勢文化舎」の24歳の女性記者が失踪。現在に至るまで未発見となっている。

## 人口
| |                                        |  |
| 伊勢市と全国の年齢別人口分布（2005年） | 伊勢市の年齢・男女別人口分布（2005年） |  |
| ■紫色 ― 伊勢市 ■緑色 ― 日本全国 | ■青色 ― 男性 ■赤色 ― 女性              |  |
| 伊勢市（に相当する地域）の人口の推移 \| 1970年（昭和45年） \| 130,339人 \| \| \| 1975年（昭和50年） \| 134,910人 \| \| \| 1980年（昭和55年） \| 137,296人 \| \| \| 1985年（昭和60年） \| 138,672人 \| \| \| 1990年（平成2年） \| 138,298人 \| \| \| 1995年（平成7年） \| 138,404人 \| \| \| 2000年（平成12年） \| 136,173人 \| \| \| 2005年（平成17年） \| 134,973人 \| \| \| 2010年（平成22年） \| 130,271人 \| \| \| 2015年（平成27年） \| 127,817人 \| \| \| 2020年（令和2年） \| 122,765人 \| \| |                                        |  |
| 総務省統計局 国勢調査より |                                        |  |
| 1970年（昭和45年） | 130,339人                              |  |
| 1975年（昭和50年） | 134,910人                              |  |
| 1980年（昭和55年） | 137,296人                              |  |
| 1985年（昭和60年） | 138,672人                              |  |
| 1990年（平成2年） | 138,298人                              |  |
| 1995年（平成7年） | 138,404人                              |  |
| 2000年（平成12年） | 136,173人                              |  |
| 2005年（平成17年） | 134,973人                              |  |
| 2010年（平成22年） | 130,271人                              |  |
| 2015年（平成27年） | 127,817人                              |  |
| 2020年（令和2年） | 122,765人                              |  |

## 行政・議会

### 市長
- 鈴木健一（2009年11月15日就任、4期目）

| 代   | 氏名     | 就任日         | 退任日        | 備考                                             |
| ---- | -------- | -------------- | ------------- | ------------------------------------------------ |
| 初代 | 加藤光徳 | 2005年11月27日 | 2006年3月26日 | 在職中死亡                                       |
| 2代  | 森下隆生 | 2006年4月16日  | 2009年10月7日 | 中部国際空港海上アクセス事業不振の責任をとり辞職 |
| 3代  | 鈴木健一 | 2009年11月15日 | 現職          |                                                  |

### 議会
議員定数：28名 

任期：2017年（平成29年）11月27日から2021年（令和3年）11月26日

- 議長：品川幸久（2023年6月現在）
- 副議長：福井輝夫（2023年6月現在）
- 監査委員：久保真（2023年6月現在）

構成 2015年12月8日現在
| 会派       | 議席数 |
| ---------- | ------ |
| 市勢塾     | 7      |
| 新風いせ   | 6      |
| 新政いせ   | 4      |
| 政友会     | 3      |
| 公明党     | 2      |
| 日本共産党 | 2      |
| 自由民主党 | 2      |
| 共同       | 1      |
| 祥山会     | 1      |
| 無会派     | 0      |
| 欠員       | 0      |

※なお、衆議院議員選挙の選挙区は「三重県第4区」、三重県議会議員選挙の選挙区は「伊勢市選挙区」（定数：4）となっている。

### 合併に伴う地名表記
- 旧伊勢市 → 変更なし
- 旧御薗村 → 伊勢市御薗町
- 旧小俣町 → 伊勢市小俣町
- 旧二見町 → 伊勢市二見町

いずれの旧市町村域も大字以下の変更はない 。

### 公共施設
| 伊勢市立 - 伊勢市倉田山公園野球場 - 伊勢市市営庭球場 - 伊勢フットボールヴィレッジ - 伊勢市小俣総合体育館 - 伊勢市観光文化会館 - 伊勢市生涯学習センター - 伊勢市立伊勢図書館 - 伊勢市立小俣図書館 - 市立伊勢総合病院 | 三重県立 - 三重県営総合競技場 - 三重県営サンアリーナ |

国立
- 津地方法務局伊勢支局
- 津地方裁判所伊勢支部,津家庭裁判所伊勢支部,伊勢簡易裁判所
- 津地方検察庁伊勢支部,伊勢区検察庁

### 地区
旧伊勢市
- 宇治山田地区
  - 明倫地区 - 吹上1～2丁目、岩渕1～3丁目、岩渕町、尾上町、岡本1～3丁目、岡本町、豊川町
  - 厚生地区 - 宮後1～3丁目、一之木1～5丁目、大世古1～4丁目、曽祢1～2丁目、本町、一志町、八日市場町
  - 有緝地区 - 船江1～4丁目、河崎1～3丁目
  - 早修地区 - 宮町1～2丁目、常盤1～3丁目、常磐町、浦口1～4丁目、浦口町
  - 中島地区 - 二俣1～4丁目、二俣町、辻久留1～3丁目、辻久留町、宮川1～2丁目、中島1～2丁目
  - 修道地区 - 倭町、古市町、久世戸町、中之町、桜木町、中村町桜が丘
  - 進修地区 - 宇治浦田1～3丁目、宇治浦田町、宇治中之切町、宇治今在家町、宇治館町
- 神社地区 - 小木町、竹ケ鼻町、神社港、下野町、馬瀬町
- 大湊地区 - 大湊町
- 浜郷地区 - 神久1～6丁目、神田久志本町、黒瀬町、通町、一色町、田尻町
- 宮本地区 - 勢田町、藤里町、旭町、前山町、大倉町、佐八町、津村町
- 豊浜地区 - 磯町、西豊浜町、東豊浜町、樫原町、植山町
- 北浜地区 - 有滝町、村松町、東大淀町、柏町
- 城田地区 - 川端町、中須町、粟野町、上地町
- 四郷地区 - 中村町、楠部町、一宇田町、朝熊町、鹿海町
- 沼木地区 - 円座町、神薗町、上野町、横輪町、矢持町

旧二見町
- 二見町今一色、二見町西、二見町溝口、二見町山田原、二見町光の街、二見町荘、二見町茶屋、二見町三津、二見町江、二見町松下

旧小俣町
- 小俣町元町、小俣町宮前、小俣町本町、小俣町相合、小俣町湯田、小俣町明野、小俣町新村

旧御薗村
- 御薗町高向、御薗町長屋、御薗町王中島、御薗町新開、御薗町上條、御薗町小林

## 姉妹都市・提携都市

### 海外
提携都市
- パラオ共和国
1996年（平成8年）7月25日 友好提携締結[20]。

### 日本国内
提携都市
- 飯田市（長野県）
1996年3月1日 災害時相互応援協定締結 - 1978年（昭和53年）から小、中学生や婦人会の交流が続いている。1995年（平成7年）9月に飯田市が協定締結を申し入れた[21]。
- 西条市（愛媛県）
1996年3月1日 災害時相互応援協定締結 - 祭りを通じての親交が深い
- 中津川市（岐阜県）
2014年8月25日 災害時相互応援協定

その他
- 全国門前町サミット
全国の神社仏閣を中心に発展してきた門前町を有する自治体・観光協会・商業関係者などが集まり地域活性、街作り推進のため開催する会議。
- 御食国サミット

- 鳥羽市（三重県）
- 志摩市（三重県）
- 南伊勢町（三重県度会郡）

- 小浜市（福井県）
- 洲本市（兵庫県）

## 経済

### 名産

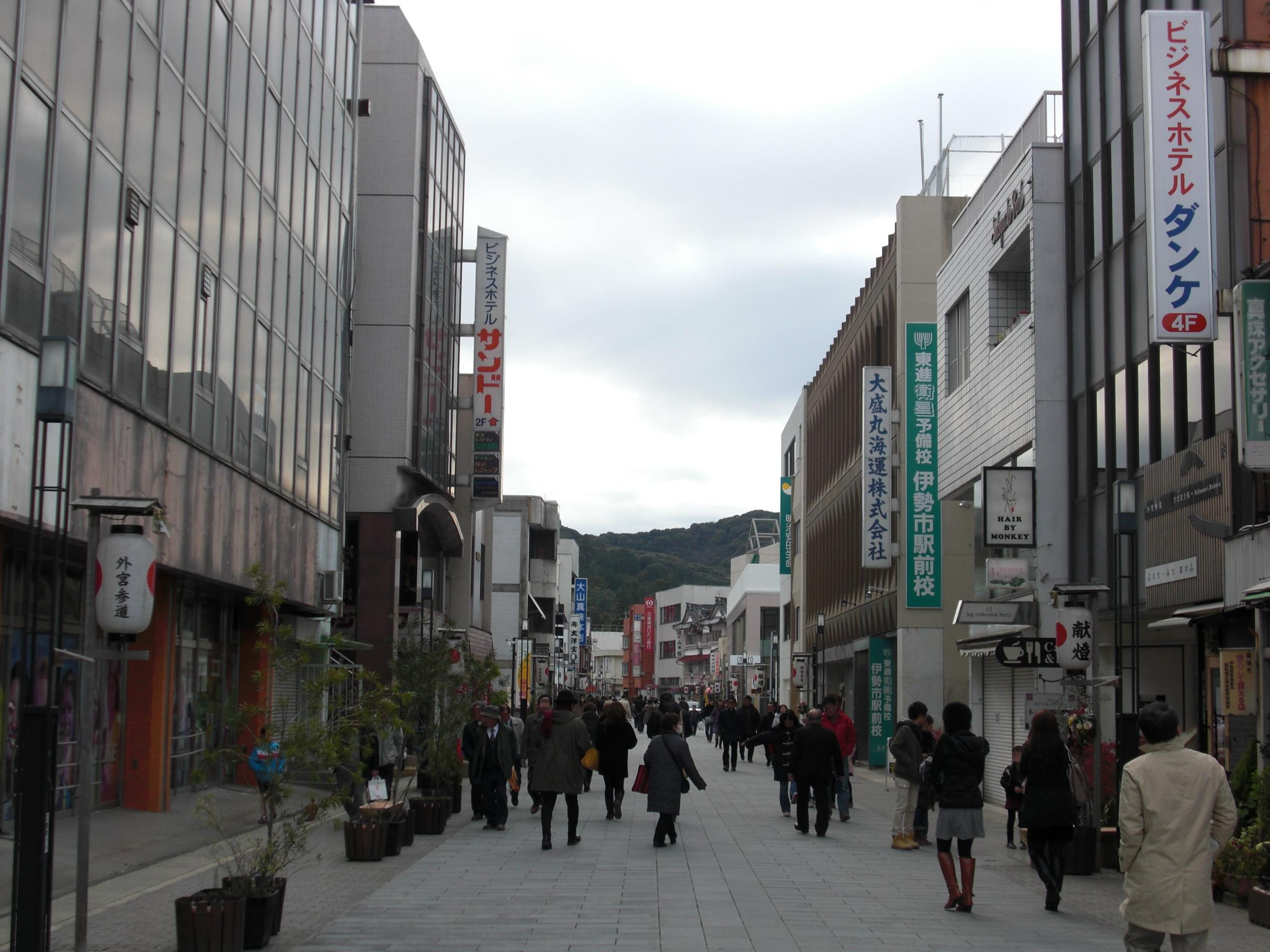
伊勢本町

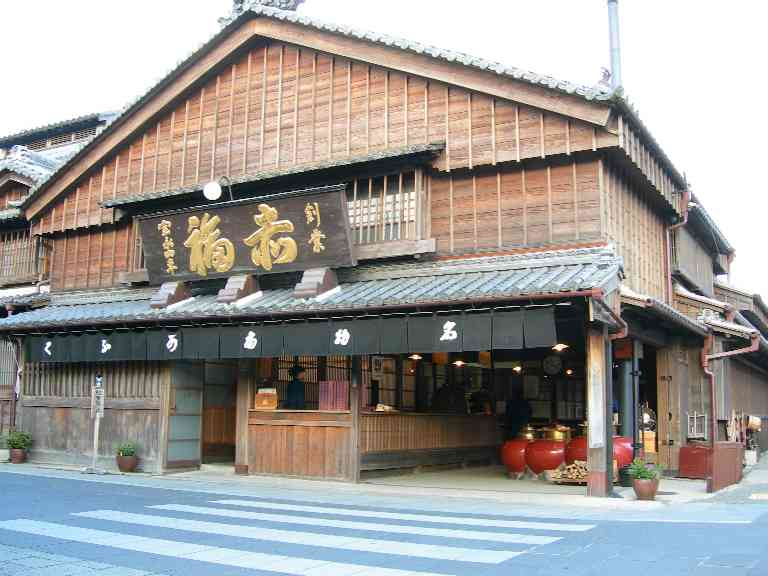
赤福本店（伊勢市）

- 伊勢うどん
- 赤福餅
- 朔日餅
- 御福餅
- 二軒茶屋餅
- くうや観助餅
- 太閤出世餅
- へんば餅
- 岩戸餅
- 神代餅
- 生姜糖
- 利休饅頭
- 虎屋ういろ
- 絲印煎餅（いといんせんべい）
- 真珠煎餅
- 真珠漬
- 伊勢たくあん
- おにぎりせんべい
- 伊勢玩具
- 神殿
- 伊勢和紙
- 伊勢春慶
- 蓮台寺柿
- さわ餅[22][23]

### 企業

#### 本社を置く企業
- 株式会社赤福
- 有限会社伊勢文化舎
- キクカワエンタープライズ株式会社
- 株式会社ぎゅーとら
- 大豐和紙工業株式会社(伊勢和紙)
- 株式会社ダイム
- ノリタケ伊勢電子株式会社
- 有限会社豚捨
- 株式会社マスヤ
- 御木本製薬株式会社
- 有限会社山村乳業
- ユーエスマート株式会社
- 株式会社UL Japan
- 株式会社リブネット
- 虎屋ういろ株式会社

#### 工場を置く企業
- シンフォニアテクノロジー株式会社 伊勢製作所
- 村田機械株式会社 伊勢事業所
- 美和ロック株式会社 伊勢工場
- 横浜ゴム株式会社 三重工場
- 京セラ株式会社 伊勢工場
- 日本特殊陶業株式会社 伊勢工場

### 商業
市内各地にぎゅーとら、マックスバリュ中部、とよはた、オークワなどがスーパーマーケットを、ジップドラッグやスギ薬局などがドラッグストアを展開している。中心市街地には、伊勢銀座新道商店街や伊勢高柳商店街を始め、多くの商店街が存在する。
大型商業施設
- 伊勢ショッピングセンター（イオン伊勢店）
- イオンタウン伊勢ララパーク
- 伊勢みそのショッピングセンター
- ミタス伊勢
- MEGAドン・キホーテ伊勢上地店

### 日本郵政グループ
（2012年12月現在）
- 日本郵便株式会社

- 伊勢郵便局（岩渕二丁目）  - 集配局。★
- 伊勢大世古（おおぜこ）郵便局（大世古）
- 伊勢神社（かみやしろ）郵便局（神社港）
- 伊勢辻久留（つじくる）郵便局（辻久留）
- 伊勢古市郵便局（古市町）
- 伊勢筋向橋（すじかいばし）郵便局（常盤）　★
- 宮本郵便局（佐八町＝そうちちょう）
- 五十鈴川郵便局（宇治中之切町）　★
- 伊勢外宮前郵便局（本町）
- 伊勢船江郵便局（船江）
- 伊勢御木本通（みきもとどおり）郵便局（勢田町＝せいたちょう）
- 伊勢朝熊（あさま）郵便局（朝熊町）
- 豊浜郵便局（東豊浜町）

- 伊勢浜郷（はまごう）郵便局（黒瀬町）
- 伊勢大湊郵便局（大湊町）
- 伊勢河崎郵便局（河崎）
- 伊勢北浜郵便局（村松町）
- 伊勢一之木郵便局（一之木）
- 沼木郵便局（上野町）
- 伊勢城田（きだ）郵便局（上地町）
- 小俣郵便局（小俣町元町）　★
- 御薗郵便局（御薗町高向（たかぶく））　★
- 二見郵便局（二見町荘）　★
- 明野簡易郵便局（小俣町明野）
- 御薗長屋簡易郵便局（御薗町長屋）
- 今一色（いまいしき）簡易郵便局（二見町今一色）

- ゆうちょ銀行
  - 名古屋支店　イオンタウン伊勢ララパーク内出張所（小木町＝こうぎちょう）（ATMのみ／ホリデーサービス実施）
  - 名古屋支店　イオン伊勢店内出張所（楠部町）（ATMのみ／ホリデーサービス実施）

その他簡易郵便局を除く各郵便局にATMが設置されており、★印の郵便局ではホリデーサービスも実施。
※伊勢市内の郵便番号は以下のとおり（特記無しは伊勢郵便局の集配担当）。
- 「515-05xx」「516-00xx」「516-11xx」＝合併前からの伊勢市域（朝熊町の一部を除く）、御薗町上條の一部
- 「516-08xx」＝旧御薗村域（御薗町上條の一部を除く）
- 「519-05xx」＝旧小俣町域
- 「519-06xx」＝旧二見町域
- 「517-0081」＝朝熊町の一部（鳥羽郵便局の集配担当）

## 地域

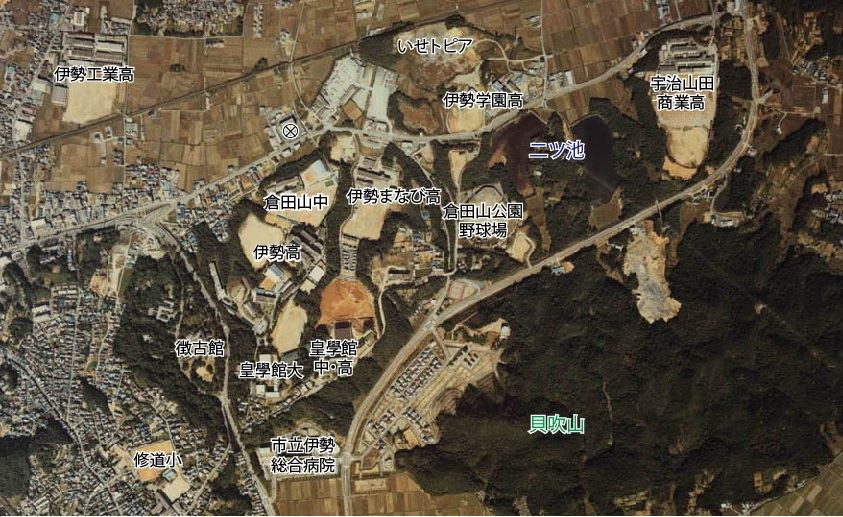
学校の集中する倉田山地区

- 伊勢志摩地方の行政・経済の中枢となっている。
- 「伊勢っこ正直」といわれるように、気候風土のためか、伊勢神宮があるためか、伊勢市民は性格が穏やかで明るいといわれる。
- 伊勢商人
  - 江戸時代、東海道の始点であった日本橋周辺で呉服屋など堅実に商売をしていた。

## 学校
伊勢市は三重県南部では最大の都市であり、三重県南部ほぼすべてを周辺人口に含むため、文化施設と高等学校が多い。

### 大学

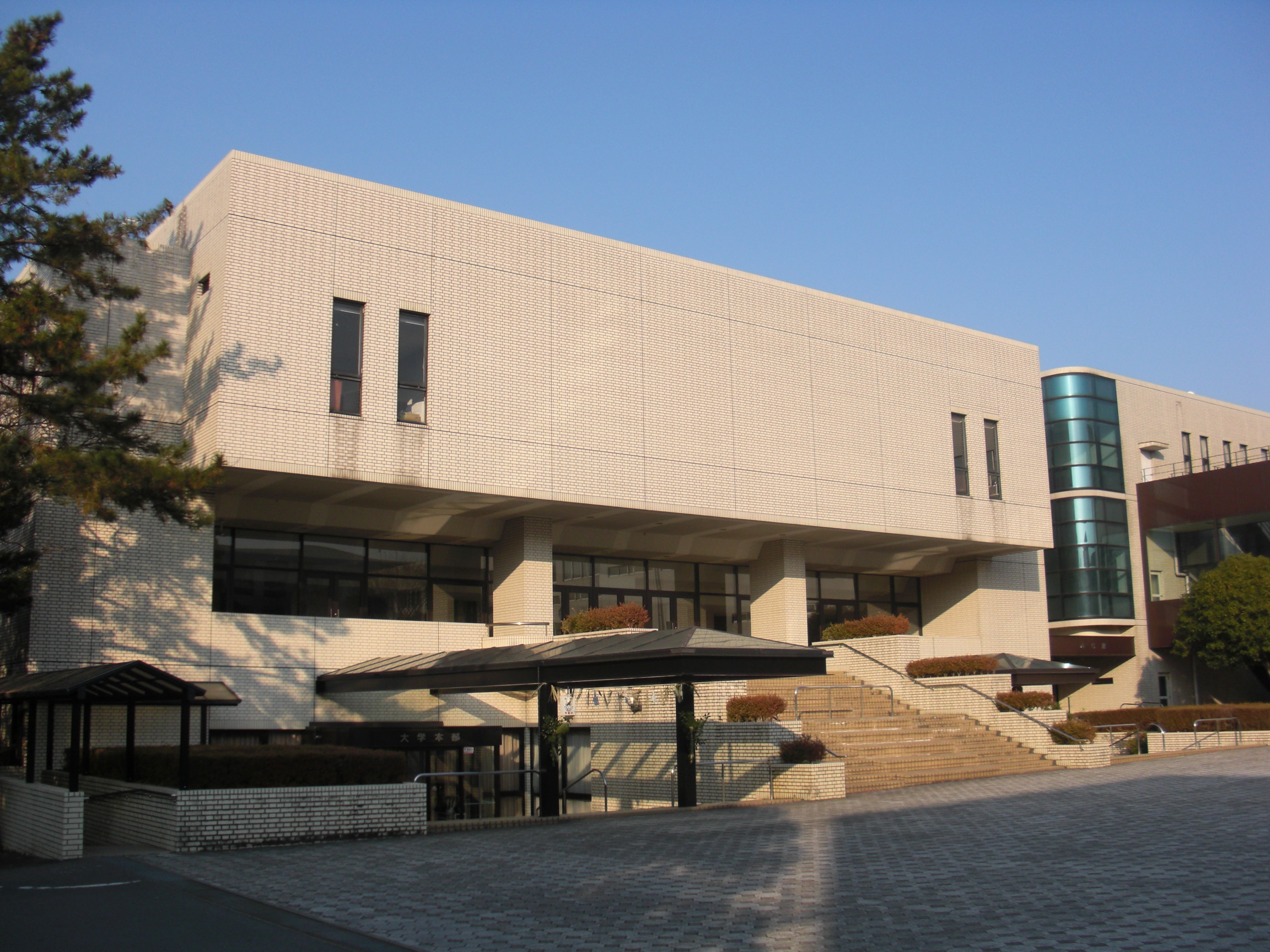
皇學館大學

私立
- 皇學館大学
- 南山大学 伊勢海浜センター

### 高等学校
公立
- 三重県立明野高等学校
- 三重県立伊勢工業高等学校
- 三重県立伊勢高等学校
- 三重県立伊勢まなび高等学校
- 三重県立宇治山田高等学校
- 三重県立宇治山田商業高等学校

私立
- 伊勢学園高等学校
- 皇學館高等学校
- 英心高等学校
- 協栄高等商業学校

### 中学校
全ての市立中学校でエアコンが設置されている。
伊勢市立
- 伊勢市立五十鈴中学校
- 伊勢市立倉田山中学校
- 伊勢市立厚生中学校
- 伊勢市立伊勢宮川中学校
- 伊勢市立桜浜中学校
- 伊勢市立港中学校
- 伊勢市立城田中学校
- 伊勢市立二見中学校
- 伊勢市立小俣中学校
- 伊勢市立御薗中学校

私立
- 皇學館中学校

### 小学校
全ての学校にエアコンが設置されている。
すべて伊勢市立
- 伊勢市立進修小学校
- 伊勢市立修道小学校
- 伊勢市立明倫小学校
- 伊勢市立厚生小学校
- 伊勢市立早修小学校
- 伊勢市立有緝小学校
- 伊勢市立中島小学校
- 伊勢市立東大淀小学校
- 伊勢市立北浜小学校
- 伊勢市立豊浜西小学校
- 伊勢市立豊浜東小学校
- 伊勢市立城田小学校
- 伊勢市立みなと小学校
- 伊勢市立浜郷小学校
- 伊勢市立宮山小学校
- 伊勢市立佐八小学校
- 伊勢市立上野小学校
- 伊勢市立四郷小学校
- 伊勢市立二見浦小学校
- 伊勢市立小俣小学校
- 伊勢市立明野小学校
- 伊勢市立御薗小学校

## 交通

### 鉄道
中心となる駅は近鉄とJR東海の両社が接続し、外宮最寄りの中心市街地に位置する伊勢市駅であるが、近鉄に限れば、列車運行上の拠点（一部終点）となっている宇治山田駅の方が利用者は多くなっている。
東海旅客鉄道（JR東海）
■ 参宮線：宮川駅 - 山田上口駅 - 伊勢市駅 - 五十鈴ケ丘駅 - 二見浦駅 - 松下駅
近畿日本鉄道（近鉄）
■ 山田線：明野駅 - 小俣駅 - 宮町駅 - 伊勢市駅 - 宇治山田駅
■ 鳥羽線：宇治山田駅 - 五十鈴川駅 - 朝熊駅
かつては伊勢電気鉄道本線（後の参宮急行電鉄伊勢線。1930年 - 1942年。大神宮前駅など）、路面電車の神都線（1903年 - 1961年）、ケーブルカーの朝熊線（1925年 - 1944年）も存在した。

### 路線バス

#### 高速バス
- 東京高速バス： 大宮駅・池袋駅・新宿駅・立川駅・横浜駅 - 伊勢市駅・二見浦・鳥羽BC （三重交通、三交伊勢志摩交通、西武観光バス） ※夜行
- 東京駅・横浜駅 - 名古屋駅・松阪駅・近鉄宇治山田駅 （青木バス） ※夜行
- 川崎駅・バスタ新宿 - 近鉄四日市駅・白子駅西口・津駅東口・松阪駅北口・伊勢市駅前 （WILLER EXPRESS） ※夜行

#### 一般路線バス
- 三重交通
  - 市内に伊勢営業所がある。
  - CANばす（観光用路線バス）
- 三交伊勢志摩交通
- 伊勢市コミュニティバス「おかげバス」
- 沼木まちづくり協議会「沼木バス」[25]

### 道路

#### 高速道路
- 伊勢自動車道 : 伊勢西IC - 伊勢IC

#### 有料道路
- 伊勢二見鳥羽ライン : 伊勢IC - 楠部IC - 朝熊IC - 二見JCT - 松下JCT - 鳥羽IC
- 伊勢志摩スカイライン

#### 地域高規格道路
- 伊勢志摩連絡道路
  - 第二伊勢道路 : 松下JCT

#### 一般国道
- 国道23号：1920年-1952年は国道1号であった。
- 国道42号
- 国道167号

#### 主要地方道
- 三重県道12号伊勢南勢線
- 三重県道13号伊勢多気線
- 三重県道22号伊勢南島線
- 三重県道32号伊勢磯部線
- 三重県道37号鳥羽松阪線
- 三重県道38号伊勢大宮線
- 三重県道60号伊勢松阪線

#### 一般県道
- 三重県道102号伊勢二見線
- 三重県道169号玉城南勢線
- 三重県道201号宇治山田港伊勢市停車場線
- 三重県道428号伊勢小俣松阪線
- 三重県道511号豊北港小俣線
- 三重県道576号宇治山田港線
- 三重県道713号東大淀小俣線
- 三重県道714号村松明野停車場線
- 三重県道715号館町通線
- 三重県道716号玉川小俣線
- 三重県道719号伊勢路伊勢線
- 三重県道720号横輪南勢線
- 三重県道748号大湊宮町停車場線

## 観光
2003年度には、伊勢神宮を中心として年間約550万人の観光客が訪れた。式年遷宮が催行された2013年には26,412,049人が来訪、伊勢神宮には14,204,816人が参拝した。
また、近畿地方内の多くの小学校が修学旅行先としており、JRや近鉄の臨時列車も運行される。観光ガイドでは、「伊勢・奈良・京都」が「3点セット」とされる事がある。
2012年6月1日より、それまで市の緑化推進キャラクターだった「花照ちゃん」（2009年開催の「全日本花いっぱい伊勢大会」のマスコットとして公募）が市の観光PRキャラクターに任命され、名前もひらがな表記の「はなてらすちゃん」に改められた。
2017年には市内の三重県営サンアリーナにて第27回全国菓子大博覧会が開かれ、58万4100人が訪れた。

### 名所・旧跡
- 神宮（伊勢神宮）
- 猿田彦神社
- 二見浦の夫婦岩
- 世義寺
- 光明寺
- 朝熊山金剛証寺
- 神宮徴古館
- 松尾観音寺
- 離宮院跡
- 虎尾山（古墳及び日露戦争記念碑）
- 隠岡遺跡

### 観光スポット
- 朝熊山展望台
- 五十鈴公園
- 伊勢・安土桃山文化村
- 伊勢河崎商人館
- 伊勢志摩スカイライン
- 伊勢夫婦岩ふれあい水族館シーパラダイス
- 伊勢和紙館
- お伊勢まいり資料館
- おかげ横丁
- 尾崎咢堂記念館
- おはらい町
- 外宮参道
- 皇學館大学佐川記念神道博物館
- 皇大神宮
- 大仏山公園
- 豊受大神宮
- 賓日館
- 二見興玉神社（夫婦岩）
- マコンデ美術館
- 山田奉行所記念館
- 伊勢まちかど博物館 - 個人コレクションや伝統工芸を店舗などで公開している

### 祭事・催事
- 初午祭：3月初午の日（松尾観音寺）
- 神宮奉納大相撲:3月
- 宮川桜まつり：4月上旬（宮川堤で「桜祭り」が開催、「日本さくら名所100選」に指定されている）
- 御田祭：5月5日（猿田彦神社）
- どんどこ祭り：5月中旬（二軒茶屋周辺）
- 伊勢楽市：5月中旬、10月下旬
- 朝熊山開山忌：6月27日～29日（金剛證寺）
- 二見大祭：7月14日（二見浦）
- 伊勢神宮奉納全国花火大会：7月中旬（宮川河畔）
- 柴燈大護摩（ごまさん）：7月7日（世義寺）
- 天王祭：7月中旬（河崎町）
- 祇園祭礼:7下旬（村松町・東大淀町）[注 2]
- かんこ踊り：8月15日（正覚寺）[29]、8月16日（佐八町）[30]
- 御塩殿祭：10月5日（御塩殿神社）
- 初穂曳：10月15日（外宮領）、10月16日（内宮領）
- 伊勢まつり：10月神嘗祭直前の土・日曜日・17日
- 里帰り伊勢音頭全国大会：11月下旬（伊勢市観光文化会館）
- かんこ踊り（8月15日）
- おばたまつり（8月下旬）
- 小俣町民体育祭（9月または10月）
- 掛橋御頭舞（2月11日）
- 官舎神社御頭舞（2月11日）
- 御頭神事（おかしらじんじ[31]、おかしらしんじ[32]）（旧御薗村高向） - 平安時代に少年が獅子頭をかぶって舞い、疫病を打ち払ったという故事に由来する神事で、重要無形民俗文化財である[33]。2体の獅子頭による大蛇退治を再現した厄払いの「七起こしの舞」を高向大社の境内で奉納し、午後からは御頭が地域内を回って住民の健康を祈願する[33]。

#### 博覧会
伊勢ではこれまでに数多くの博覧会が開催されている。既に1873年（明治6年）には、文明開化を意図して神宮司庁と度会県庁の共催で実施されている。観光的な意図をもって博覧会が開催されるようになったのは、昭和以降である。以下に挙げる博覧会のうち、平成に入ってから開催された世界祝祭博覧会以外は、「伊勢の博覧会男」の異名を持ち、宇治山田市長を務めた北岡善之助が開催に関与している。
- 御遷宮奉祝神都博覧会[36] - 1930年（昭和5年）3月10日〜同年5月31日に開催。「国体に関する資料」と「優良産品」の展示が行われた。来場者数は55万人。会場跡地は宇治山田駅となった[37]。
- 平和博覧会[38] - 1948年（昭和23年）3月31日～同年5月31日に開催。倉田山を主会場とし、大神宮前駅跡地と近鉄宇治山田駅前を分会場としていた。北海道から熊本県まで日本中から特産物が出品され、観光・勧業両面で成果を挙げた。来場者数は443,115人。
- 御遷宮記念お伊勢博覧会[39] - 1954年（昭和29年）3月31日〜同年5月31日に開催。宇治山田市と宇治山田商工会議所が主催し、倉田山と宇治山田駅前で開かれた。開幕は伊勢会館（現在の伊勢市観光文化会館）で、各界の代表者千数百人を招待して盛大に行われた。神宮神宝館・百万ドル真珠館・サーカスなどがあった。大々的に宣伝を行った割には入場者は45万人と低調で、一般には失敗だったと受け止められている[40]。
- 伊勢参宮博覧会[41] - 1958年（昭和33年）3月19日〜同年5月7日に開催。神宮式年遷宮と伊勢商工会議所の発足30周年を記念し、伊勢商工会議所の主催、神宮司庁・三重県庁・伊勢市教育委員会の協賛で行われた。会場は倉田山公園。この年には日本国内9か所で博覧会が予定されていたことから県庁は開催に反対したが、北岡善之助は「全国各地で博覧会があるからこそ、伊勢でも実施するのだ」として押し切り、商工会議所単独で主催した[42]。倭姫命御一代館、南極昭和基地、全国商工会議所関係展示、テレビジョン電波実演、伊勢音頭などがあった。45万人が来場し、規模の割には予想外の集客を達成した[43]。
- 世界祝祭博覧会 - 1994年（平成6年）7月22日〜同年11月6日に開催。愛称は「まつり博・三重’94」で、テーマは「新たな“であい”を求めて」。来場者は351万人。会場跡地には三重県営サンアリーナがある。

## 伝統工芸
- 伊勢一刀彫
- 伊勢春慶
- 伊勢の神殿
- 伊勢の提灯
- 伊勢玩具
- 伊勢の根付
- 伊勢紙
- 和釘

※すべて三重県指定伝統工芸品。

## 環境政策

### レジ袋有料化
地球温暖化防止のため、市内に店舗を置く主要スーパーマーケットと伊勢市が協定を結び、2007年9月21日より、市内のほぼすべてのスーパーマーケットにてレジ袋有料化を開始した。人口10万人以上の都市での実施は伊勢市が全国初であった。（2008年9月21日から、一部のドラッグストアでのレジ袋有料化が開始した。）

### 希少野生動植物種主要生息生育地
以下の地域が三重県の希少野生動植物種主要生息生育地に指定されている。
- 外城田川･宮川･五十鈴川河口干潟一帯
- 松下社とロマンの森一帯
- 横輪川上流域

## ゆかりの著名人

### 歴史上の人物
- 磯部百鱗：日本画家、神職[46]
- 大岡忠相：江戸町奉行（元山田奉行）
- 中田正朔：神宮皇學館館長、神職
- 二見岩見守久信：薩摩藩士。二見ヶ浦に城を構えるも織田信長との戦いに敗れた後、薩摩に下向、薩摩藩と日向国の国境の関所である去川の関の警護役を務めた。

### 学術
- 足代弘訓：国学者
- 荒木田久老：国学者
- 齋藤平：日本語学者（方言）
- 野村幸一郎：日本文学研究者（近代文学）

### 映画
- 市川崑：映画監督
- 小津安二郎：映画監督（宇治山田中学出身）
- 高畑勲：アニメーション映画監督（スタジオジブリ）
- 山田真紀人：映画製作（伊勢市出身）

### 作家
- 足立巻一：作家（神宮皇學館出身）
- 伊藤小坡：日本画家（宇治山田町出身）
- 生方たつゑ：歌人（宇治山田町出身）
- 尾崎一雄：小説家（出生地）
- 北園克衛：詩人（伊勢市朝熊町出身）本名は橋本健吉、彫刻家・橋本平八の弟
- 拳骨拓史：作家
- 郷田マモラ：漫画家
- 笙野頼子：小説家（芥川賞受賞）
- 志摩ようこ：漫画家
- 曽祢まさこ：漫画家、志摩ようこの姉
- 竹内浩三：詩人（宇治山田市出身）
- はやみねかおる：推理作家
- 橋本紡：小説家（伊勢市を舞台にした話も書いている）
- 松本匡代：小説家[47]
- 寺下薫：ビジネス書作家（伊勢市生まれ 宇治山田高校出身）
- モリタイシ：漫画家（伊勢市生まれ、伊勢高校出身）

### 芸能
- 植木等：コメディアン（出身は愛知県名古屋市。幼少期に旧・小俣町に在住していた）
- 大西礼芳：女優[48]
- 大西敬子：タレント
- 岡明子：女優[49]
- 小倉久寛：タレント
- 楠田枝里子：タレント、フリーアナウンサー
- 曽野舜太：M!LKのメンバー
- 中嶋静香：歌手
- 中西りえ：演歌歌手
- 夏樹陽子：女優
- 松本恵奈：モデル、ファッションブランドプロデューサー
- ユッコ・ミラー：ジャズサックス奏者、作曲家
- 山岸潤史：ギタリスト
- 山村美智：女優（元フジテレビアナウンサー）

### 政治
- 尾崎行雄 （元・衆議院議員。11歳より宇治山田に居住）
- 浜田国松 （元・衆議院議長）
- 藤波孝生 （元・内閣官房長官・衆議院議員・三重県議会議員）
- 鈴木健一 （伊勢市長、元伊勢市議会議員）

### スポーツ
- 内藤幸三：野球選手・プロ野球審判員（宇治山田市生まれ）
- 沢村栄治：野球選手（宇治山田市生まれ）
- 西村幸生：野球選手（伊勢市営倉田山球場に沢村栄治と銅像が並ぶ）
- 小山伸一郎：東北楽天ゴールデンイーグルスコーチ（旧二見町出身）
- 江川智晃：福岡ソフトバンクホークス（旧二見町出身）
- 中井大介：横浜DeNAベイスターズ（伊勢市出身）
- 野口みずき：陸上競技長距離走・マラソン選手（2004年アテネオリンピック女子マラソン金メダリスト）
- 尾西美咲：陸上競技中距離走・長距離走選手（旧小俣町出身）
- 高林祐介：陸上競技中距離走・長距離走選手（旧小俣町出身）
- 世古和：陸上競技短距離走選手[50]
- 水本裕貴：サッカー選手（FC町田ゼルビア）（旧御薗村出身）
- 金守智哉：元サッカー選手（愛媛FC）
- 森下俊：サッカー選手（いわてグルージャ盛岡）
- 八田直樹：サッカー選手（ジュビロ磐田）
- 2代木村要之助：大相撲行司（八角部屋）
- 朝玉勢大幸：大相撲力士（高砂部屋）
- 天照鵬真豪：大相撲力士（伊勢ヶ濱部屋）
- ユリ・ホセイ（ホセイ有栞）：競泳選手（2024年パリオリンピックパラオ代表）[51]

### その他
- 篠田康雄：神職（宇治山田市出身）
- 橋本平八：彫刻家（伊勢市朝熊町出身）
- ファニートンボ・ワンマンバンド：大道芸人（伊勢市出身）
- 藤原ヒロシ：DJ、クリエーター
- 浅沼信爾：元世界銀行アジア第一局長、元クーン・ローブ投資銀行極東代表事務所代表
- 三宅俊光：総務省行政管理局長、元財務省大臣官房審議官
- 池森賢二：ファンケル創業者・初代社長、元日本通信販売協会会長（宇治山田市出身）
- 田辺順一：JALCOホールディングス設立者・社長
- 長岡成貢：作曲家、編曲家、音楽プロデューサー[52]
- 松本正之：元東海旅客鉄道社長、元日本放送協会(NHK)会長
- 三木正浩：ABCマート創業者、日本の富豪ランキング11位
- 加藤誠之：元トヨタ自動車販売取締役社長・会長、元学校法人関西学院理事長
- 橋川史宏：伊勢福社長、地域振興プロデューサー
- 板谷四郎：将棋棋士
- はるか2号：YouTuber

## 伊勢市を舞台とした作品
- 『鉄道唱歌 第五集 関西・参宮・南海篇』（作詞：大和田建樹、作曲：多梅稚）
大和田建樹は鉄道唱歌を作詞するに当たって、国家や歴史において重要な意義を持った場所には多く歌詞を割り当てる傾向があり、ここの場合も伊勢神宮と二見興玉神社の夫婦岩を舞台にして、5番を割いている。

25.伊勢の外宮のおわします　山田に汽車は着きにけり　参詣いそげ吾（わが）友よ　五十鈴（いすず）の川に御禊（みそぎ）して
26.五十鈴の川の宇治橋を　わたればここぞ天照　皇大神（すめおおかみ）の宮どころ　千木たかしりて立ち給う
27.神路の山の木々あおく　御裳濯川（みもすそがわ）の水きよし　御威（みいつ）は尽きじ千代かけて　いずる朝日ともろともに
28.伊勢と志摩とにまたがりて　雲井に立てる朝熊山（あさまやま）　のぼれば富士の高嶺まで　語り答うるばかりにて
29.下りは道を踏みかえて　見るや二見の二つ岩　画（え）に見しままの姿にて　立つもなつかし海原に
- 『半分の月がのぼる空』（橋本紡）
前述の通り、作者が伊勢市出身である事が大きく関係している。（ドラマ版のロケ地は栃木県佐野市であるが、2010年4月3日公開の映画版は伊勢市での撮影となる。）

- 『県立伊手高柔道部物語いでじゅう!』（モリタイシ）
作者の出身校である、県立伊勢高校がモデルとされている。

- 『砂の器』（松本清張）
原作では伊勢市駅前付近、映画・ドラマ版では二見浦駅前付近が一場面として登場。

- 『赤福のれん』

- 『負け組法律事務所』（原作：大門剛明『負け弁・深町代言　沈黙する証人』）
伊勢市にある外宮前法律事務所を舞台とする[53]。

- 『伊勢めぐり』（水森かおり歌唱、2013年4月発売のシングル曲）